# Nasa ferox
Nasa ferox är en brännreveväxtart som beskrevs av Weigend. Nasa ferox ingår i släktet färgkronor, och familjen brännreveväxter. Inga underarter finns listade i Catalogue of Life.